# Jacków (Lublin)
Pour les articles homonymes, voir Jacków.
Jacków (prononciation [ˈjat͡skuf]) est un village de la gmina de Mełgiew du powiat de Świdnik dans la voïvodie de Lublin, situé dans l'est de la Pologne.
Le village compte approximativement une population de 1 000 habitants.

## Histoire
De 1975 à 1998, le village est attaché administrativement à l'ancienne voïvodie de Lublin.

Depuis 1999, il fait partie de la nouvelle voïvodie de Lublin.